# Rhodiola staminea
Rhodiola staminea är en fetbladsväxtart som först beskrevs av O. Pauls., och fick sitt nu gällande namn av S.H. Fu. Rhodiola staminea ingår i släktet rosenrötter, och familjen fetbladsväxter. Inga underarter finns listade i Catalogue of Life.